# Ардоре
Ардо̀ре (на италиански: Ardore, на местен диалект Ardùri, Ардури) е малко градче и община в Южна Италия, провинция Реджо Калабрия, регион Калабрия. Разположено е на 32 m надморска височина. Населението на общината е 4787 души (към 2013 г.).